# Regió de Gisborne
Gisborne (en maori: Tai Rāwhiti) és una de les setze regions de Nova Zelanda, localitzada al nord-est de l'illa del Nord. Amb una població de 46.800 habitants, és la tretzena regió més poblada del país. La ciutat principal, i únic municipi amb més de mil habitants, és Gisborne.
La regió fa frontera a l'oest amb Bay of Plenty i al sud-oest amb Hawke's Bay.

## Etimologia
Gisborne va ser nomenada en honor de William Gisborne, secretari colonial de Nova Zelanda entre 1869 i 1872.
Tai Rāwhiti, el nom maori de la regió, significa «costa del sol brillant».

## Geografia

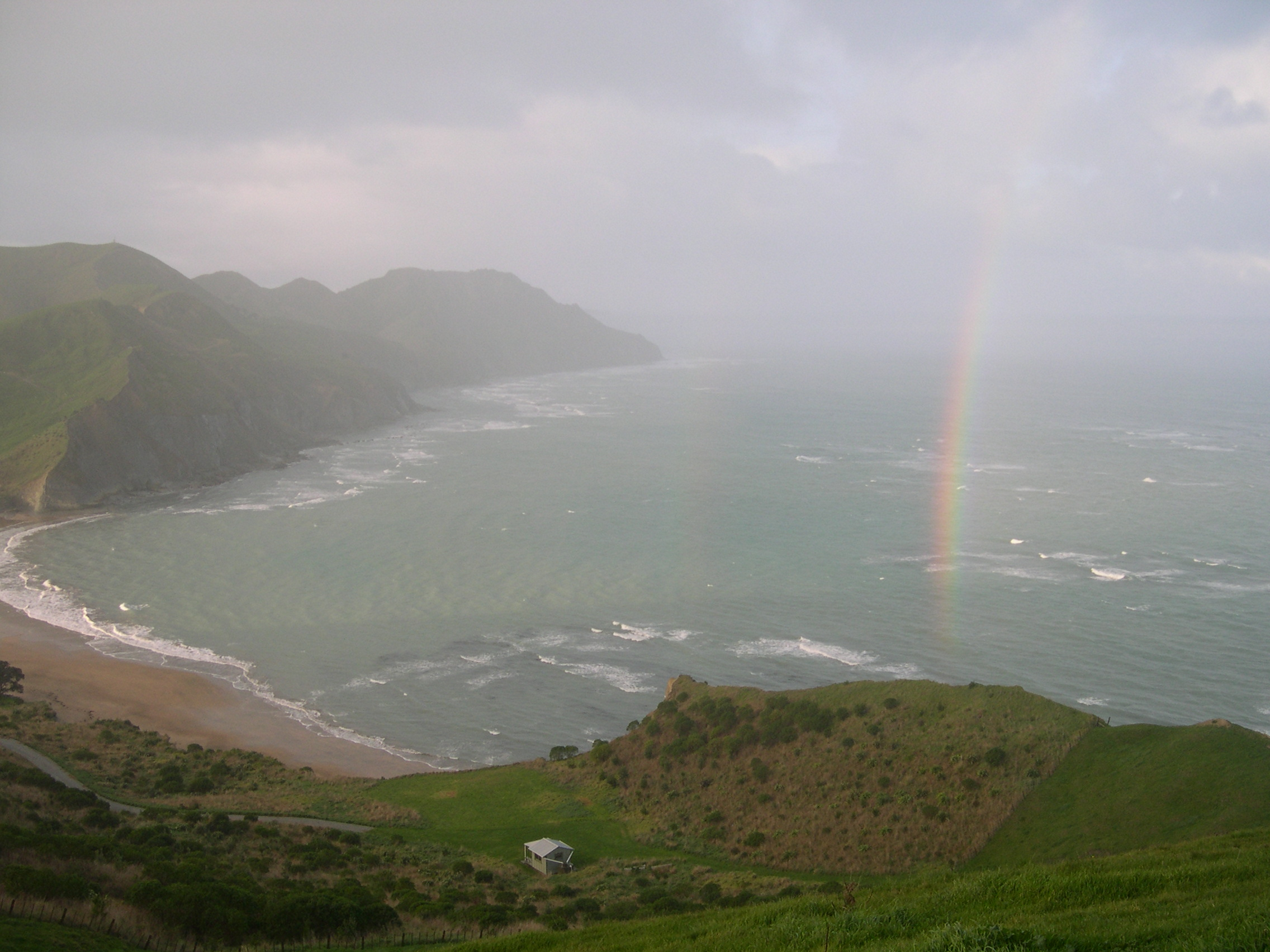
Vista de la platja Waihi

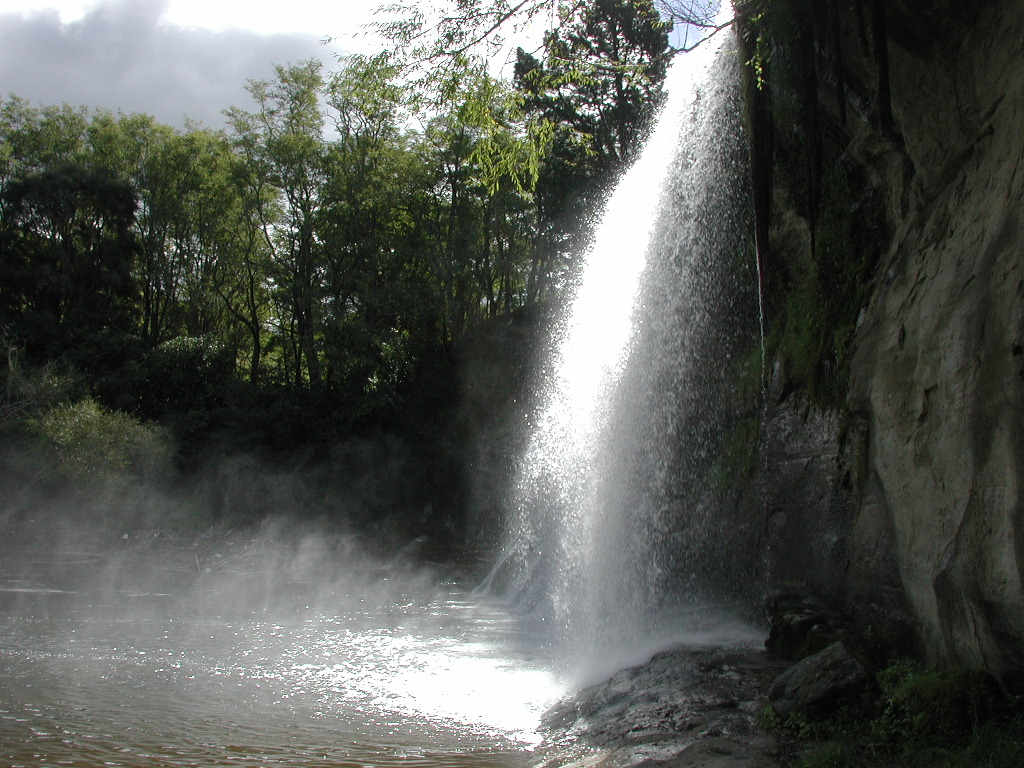
Vista de la cascada Rere

La regió es localitza al racó nord-est de l'illa del Nord i es coneix també com a East Coast (Costa Est). És una regió escassament poblada i aïllada. Molts dels municipis es troben en badies com ara Tokomaru Bay o Tolaga Bay. La població és d'uns 46.800 (estimació el juny de 2012), amb quasi tres quarts de la població regional vivint a Gisborne. Els pobles més grans són Ruatoria i Tolaga Bay, amb poblacions de 756 i 831 habitants respectivament; a més, els dos municipis tenen una gran població de maoris amb un 94,8% i 78,4% respectivament.
La part interior és predominantment forestal, amb gran quantitat de turons. El parc nacional Te Urewera es localitza a l'oest de la regió, amb el bosc Kaingaroa localitza encara més a l'oest. El mont Hikurangi a la vall Waiapu es localitza al nord-est de la regió. Aquesta muntanya és la cinquena més alta de l'illa del Nord, amb un cim de 1.620 metres, i és la muntanya de l'illa del Nord més alta que no és un volcà.
La població maori de la regió, a diferència de gran quantitat de maoris nacionalment, és tradicional i hi ha gran quantitat d'iwis i de maraes. Les iwis de Gisborne inclouen: Ngāti Porou, Rongowhakaata, Ngai Tamanuhiri i Te Aitanga a Mahaki.

## Economia
El producte interior brut de Gisborne va ser estimat de ser d'uns 1,031 mil milions de dòlars estatunidencs el 2003, l'1% del producte interior brut nacional de Nova Zelanda.

## Clima
| Paràmetres climàtics mitjans de Gisborne                   | Paràmetres climàtics mitjans de Gisborne | Paràmetres climàtics mitjans de Gisborne | Paràmetres climàtics mitjans de Gisborne | Paràmetres climàtics mitjans de Gisborne | Paràmetres climàtics mitjans de Gisborne | Paràmetres climàtics mitjans de Gisborne | Paràmetres climàtics mitjans de Gisborne | Paràmetres climàtics mitjans de Gisborne | Paràmetres climàtics mitjans de Gisborne | Paràmetres climàtics mitjans de Gisborne | Paràmetres climàtics mitjans de Gisborne | Paràmetres climàtics mitjans de Gisborne | Paràmetres climàtics mitjans de Gisborne |
| Mes                                                        | Gen.                                     | Feb.                                     | Mar.                                     | Abr.                                     | Mai.                                     | Jun.                                     | Jul.                                     | Ago.                                     | Set.                                     | Oct.                                     | Nov.                                     | Des.                                     | Anual                                    |
| ---------------------------------------------------------- | ---------------------------------------- | ---------------------------------------- | ---------------------------------------- | ---------------------------------------- | ---------------------------------------- | ---------------------------------------- | ---------------------------------------- | ---------------------------------------- | ---------------------------------------- | ---------------------------------------- | ---------------------------------------- | ---------------------------------------- | ---------------------------------------- |
| Temperatura diària màxima °C (°F)                          | 24,9 (76,8)                              | 24,2 (75,6)                              | 22,6 (72,7)                              | 19,9 (67,8)                              | 17,1 (62,8)                              | 14,7 (58,5)                              | 14,1 (57,4)                              | 14,9 (58,8)                              | 16,8 (62,2)                              | 19,0 (66,2)                              | 21,3 (70,3)                              | 23,3 (73,9)                              | 19,5 (67,1)                              |
| Temperatura diària mínima °C (°F)                          | 13,6 (56,5)                              | 13,6 (56,5)                              | 12,2 (54)                                | 9,6 (49,3)                               | 6,9 (44,4)                               | 5,3 (41,5)                               | 4,6 (40,3)                               | 5,4 (41,7)                               | 6,8 (44,2)                               | 8,6 (47,5)                               | 10,5 (50,9)                              | 12,3 (54,1)                              | 9,1 (48,4)                               |
| Precipitació total mm (polzades)                           | 54 (2,1)                                 | 78 (3,1)                                 | 99 (3,9)                                 | 103 (4,1)                                | 97 (3,8)                                 | 125 (4,9)                                | 119 (4,7)                                | 93 (3,7)                                 | 101 (4)                                  | 63 (2,5)                                 | 65 (2,6)                                 | 67 (2,6)                                 | 1.050 (41,3)                             |
| Font: National Institute of Water and Atmospheric Research |                                          |                                          |                                          |                                          |                                          |                                          |                                          |                                          |                                          |                                          |                                          |                                          |                                          |

## Districtes
Gisborne no té cap districte, ja que és una autoritat unitària.

## Demografia
| Evolució demogràfica de Gisborne | Evolució demogràfica de Gisborne | Evolució demogràfica de Gisborne |
| Any                              | Població                         | Creixement                       |
| -------------------------------- | -------------------------------- | -------------------------------- |
| 1991                             | 44.265                           |                                  |
| 1996                             | 45.786                           | +3,4%                            |
| 2001                             | 43.974                           | -4,1%                            |
| 2006                             | 44.499                           | +1,2%                            |

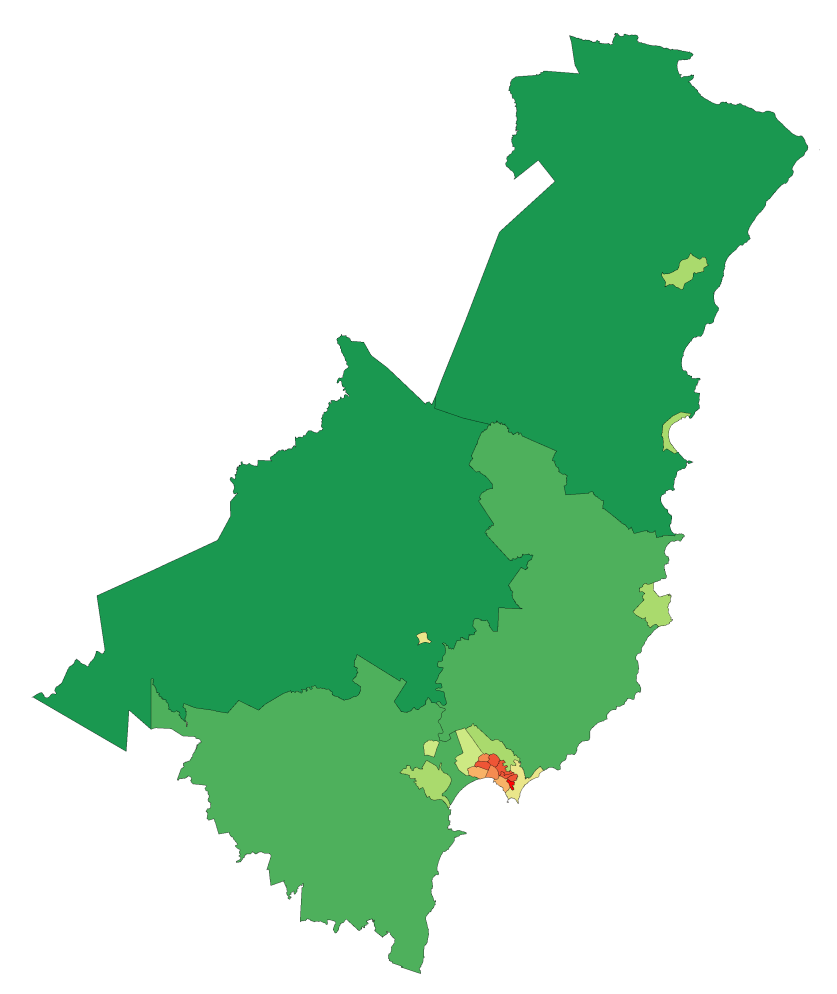
Densitat de població a Gisborne segons el cens de 2006

Segons el cens de 2006 Gisborne tenia 44.499 habitants, un creixement de 522 habitants (1,2%) des del cens de 2001. Hi havia 15.768 llars habitades, 1.599 llars no habitades i 84 llars en construcció.
De la població de Gisborne, 21.687 (48,7%) eren homes i 22.812 (51,3%) eren dones. La regió tenia una edat mediana de 34,7 anys, 1,2 menys que la mediana nacional de 35,9 anys. Les persones majors de 64 anys formaven el 12,0% de la població, comparat amb el 12,3% nacionalment; les persones menors de 15 anys formaven el 26,2% de la població, comparat amb el 21,5% nacionalment.
L'etnologia de Gisborne era (amb figures nacionals en parèntesis): 54,3% europeus (67,6%); 47,3% maoris (14,6%); 1,8% asiàtics (9,2%); 3,1% illencs pacífics (6,9%); 0,2% de l'Orient Pròxim, Llatinoamèrica o Àfrica (0,9%) i 9,3% d'altres ètnies (11,1%).
Gisborne tenia un atur de 7,2% per persones majors de 14 anys, més que la figura nacional de 5,1%. El sou anual mitjà de persones majors de 14 anys era (en dòlars neozelandesos) de 20.600$, comparat amb 24.400$ nacionalment. D'aquestes, un 49,0% tenien un sou anual de menys de 20.001$, comparat amb un 43,2% nacionalment; mentre que un 11,8% tenien un sou anual d'igual o de més de 50.000$, comparat amb un 18,0% nacionalment.

## Política

### Política regional
El consell del districte de Gisborne (Gisborne District Council) és el consell regional de la regió. Va ser format com a part de reformes neozelandeses de governs locals i regionals el novembre de 1989. La seu del consell regional va ser establerta a Gisborne. L'actual alcalde és Meng Foon.
El consell del districte de Gisborne està compost per 15 consellers de 7 circumscripcions.
| Circumscripció    | Conseller        | Partit      |
| ----------------- | ---------------- | ----------- |
| Cook              | Graeme Thomson   | Independent |
| Gisborne          | Nona Aston       | Independent |
| Gisborne          | Craig Bauld      | Independent |
| Gisborne          | Manu Caddie      | Independent |
| Gisborne          | Andy Cranston    | Independent |
| Gisborne          | Alan Davidson    | Independent |
| Gisborne          | Meng Foon        | Independent |
| Gisborne          | Allan Hall       | Independent |
| Gisborne          | Rehette Stoltz   | Independent |
| Gisborne          | Brian Wilson     | Independent |
| Matakaoa          | Patrick Tangaere | Independent |
| Taruheru-Patutahi | Roger Haisman    | Independent |
| Uawa              | Pat Seymour      | Independent |
| Waiapu            | Bill Burdett     | Independent |
| Waikohu           | Pamela Murphy    | Independent |

### Política nacional
Nacionalment, Gisborne es localitza a la circumscripció electoral general d'East Coast i a la circumscripció electoral maori d'Ikaroa-Rāwhiti de la Cambra de Representants de Nova Zelanda.
East Coast es considera una circumscripció electoral de centredreta. Des de les eleccions de 2005 ha guanyat sempre el Partit Nacional. Des de les eleccions de 2005 ha guanyat sempre Anne Tolley. En les eleccions de 2011 Tolley guanyà amb el 48,27% del vot de la circumscripció. En segon lloc quedà Moana Mackey del Partit Laborista amb el 31,82% del vot.
Ikaroa-Rāwhiti, per altra banda, es considera una circumscripció electoral de centreesquerra. Des de les eleccions de 1999, primeres eleccions en què existí la circumscripció, ha guanyat sempre el Partit Laborista. Des de l'elecció parcial d'Ikaroa-Rāwhiti de 2013 la circumscripció és representada per Meka Whaitiri. Whaitiri guanyà aquesta elecció amb el 41,52% del vot; en segon lloc quedà Te Hāmua Nikora del Partit Mana amb el 24,78% del vot.

## Educació
Degut a la baixa població de Gisborne, aquesta regió no té cap universitat o institut de tecnologia. Les universitats més properes són la Universitat de Waikato a Hamilton i la Universitat Victòria de Wellington a Wellington.

## Esport
Gisborne té dos equips de rugbi a 15 professionals: East Coast i Poverty Bay. Participen en la Heartland Championship, la segona divisió de rugbi a 15 de Nova Zelanda. A més, juntament amb Hawke's Bay, Horowhenua-Kapiti, Manawatu, Taranaki, Wairarapa Bush, Wanganui i Wellington, East Coast i Poverty Bay formen part de la franquícia de rugbi Hurricanes. Els Hurricanes participen en el Super Rugby i van ser finalistes el 2006, perdent contra els Crusaders en la final.